# Тебекарі
Тебекарі (рум. Tăbăcari) — село у повіті Бузеу в Румунії. Входить до складу комуни Подгорія.
Село розташоване на відстані 132 км на північний схід від Бухареста, 35 км на північний схід від Бузеу, 80 км на захід від Галаца, 110 км на схід від Брашова.

## Населення
За даними перепису населення 2002 року у селі проживали 100 осіб, усі — румуни. Усі жителі села рідною мовою назвали румунську.